# Schlacht bei Sepeia
Die Schlacht bei Sepeia war ein militärischer Zusammenstoß der beiden dorischen Vormächte Sparta und Argos um die lokale Hegemonie auf der Peloponnes. Sie fand während der Feldzugsaison des Jahres 494 v. Chr. statt. Hauptquelle für die Ereignisse ist die Darstellung Herodots.
Das spartanische Heer unter dem König Kleomenes I. umging in einer amphibischen Aktion die feste Stellung der Argiver und zwang sie beim Städtchen Sepeia südlich von Argos zur Schlacht. Die Argiver scheinen jedoch bereits vor dem Zusammenstoß geflohen zu sein und sich in einem Waldstück versteckt zu haben, das von den Spartanern umstellt und angezündet wurde. Anscheinend sind Tausende argivischer Hopliten auf diese Weise ums Leben gekommen.
Kleomenes zog sich nach dem Vorstoß gegen die Stadt Argos angesichts besetzter Mauern zurück, da er keine Belagerung eingehen wollte. Nach Herodot waren die Mauern allerdings ausschließlich durch Greise, Kinder und vor allem Frauen besetzt, was aber die Spartaner anscheinend nicht erkennen konnten.
Sparta hatte einmal mehr gezeigt, dass es der stärkere der Kontrahenten war, und blieb im Besitz der umstrittenen Landschaft Thyreatis. In Argos fand ein Umsturz statt, der bislang unterprivilegierte Bevölkerungsschichten an die Macht brachte, was einige Jahre später durch die Söhne der in der Schlacht Gefallenen zumindest teilweise revidiert werden konnte. Die beiden Städte blieben weiterhin verfeindet und Argos nahm nicht an den Perserkriegen teil.